# Столь долгое отсутствие
«Столь долгое отсутствие» (фр. Une aussi longue absence) — кинофильм Анри Кольпи 1961 года.

## Сюжет
Терез Ланглуа содержит небольшое кафе на окраине Парижа. Она одинока. 16 лет назад её мужа, участника движения Сопротивления, арестовали оккупанты и отправили в концлагерь. Следы мужа Терез, Альбера, затерялись. И однажды в бродяге, который каждый день проходил мимо её кафе, женщина, кажется, узнаёт своего мужа. Однако этот человек потерял память и имеет при себе документы на имя Робера Ланде, а совсем не Альбера Ланглуа. Он проживает в хибаре на берегу Сены, каждый день до обеда занимается поиском тряпок и макулатуры на свалках для продажи, а после обеда посвящает время своему маниакальному увлечению — вырезанию ножницами интересных для него картинок и фотографий из журналов. Терез дарит ему стопки журналов для вырезания, окружает его заботой, кормит в своём кафе, пытается напомнить его любимые блюда, знакомых людей, оперные арии. Родственники не признают в нём Альбера, утверждая, что этот человек не похож на Альбера и что даже если бы это был он и так изменился за 16 лет, то в таком состоянии — состоянии бродяги с психическими проблемами — он принёс бы только несчастья Терез.
Однако Терез настойчиво видит в нём приметы своего мужа, пытаясь напомнить ему его прошлую жизнь, она будто убеждает его узнать упоминаемые ею события и места. Когда он вынужден признать, что не может ничего припомнить из прошлой жизни, Терез спрашивает его, неужели он в силах отказаться он предлагаемых ему ею воспоминаний о счастливой жизни с ней. Её усилия напрасны, он никак не может принять её заботу. Когда он выходит из кафе поздно вечером, все соседи выходят на улицу. Терез в отчаянии кричит ему вслед его имя Альбер Ланглуа, все соседи присоединяются к ней, что неожиданно заставляет бродягу остановиться и поднять руки вверх.

## В ролях
| Актёр             | Роль                         |
| ----------------- | ---------------------------- |
| Амеде             | Марсель Ланглуа, родственник |
| Алида Валли       | Терез Ланглуа                |
| Жорж Вильсон      | бродяга                      |
| Шарль Блавет      | Фернан                       |
| Пол Февр          | пенсионер                    |
| Пьер Парель       |                              |
| Катрин Фонтене    | Алис                         |
| Диан Леврье       | Мартина                      |
| Нан Жермон        | Симон                        |
| Жорж Беллек       | молодой человек              |
| Шарль Буйо        | Фавье                        |
| Коррадо Гуардуччи |                              |
| Клеман Арари      |                              |
| Жан Люизи         |                              |
| Пьер Мира         |                              |

## Съёмочная группа
- Авторы сценария: Маргерит Дюрас и Жерар Жарло
- Режиссёр-постановщик: Анри Кольпи
- Оператор-постановщик: Марсель Вейс
- Композитор: Жорж Делерю
- Художник-постановщик: Морис Коласон

## Награды
Фильм получил Золотую пальмовую ветвь Каннского кинофестиваля 1961 года, а также приз Луи Деллюка.